# 鄭文康
鄭文康（1413年—1465年），字時乂，直隸蘇州府崑山縣（今昆山市）人，民籍。明朝学者。

## 生平
正統三年（1438年）戊午科應天府鄉試第二十三名。正統十三年（1448年）戊辰科第三甲第四十八名進士。观政大理寺，不久因疾归。此后父母相继亡故，遂专心经史，不再出仕。

## 著作
好诗文，有《平桥集》。
天順年初，有歐御史者，考選學校士，去留多有不公。有富家子弟懼怕黜落者，以賄賂得免。鄭文康曾送一被黜生詩，篇末道：「王嬙本是傾城色，愛惜黃金自娛身。」以諷其事。

## 家族
曾祖鄭彥實。祖父鄭以敬。父鄭壬。子鄭暠，成化戊子（1468年）舉人，遙授吉水縣丞。孫鄭吉。
玄孫為郑若曾（1503～1570）军事家、战略家。